# الطايرة
الطايرة إحدى قرى مركز رفح التابع لمحافظة شمال سيناء بجمهورية مصر العربية.